# Gangban
Gangban est l'un des huit arrondissements de la commune d'Adjohoun dans le département de l'Ouémé au Bénin.

## Géographie
L'arrondissement de Gangban est situé au sud-est du Bénin et compte 6 villages que sont Agonlin, Ahouandjannanfon, Dannou, Gangban, Gogbo et Lowe.

## Démographie
Selon le recensement de la population de 2013 conduit par l'Institut national de la statistique et de l'analyse économique (INSAE), Gangban compte 15602 habitants .